# Canta
Canta — микроавтомобиль-мотоколяска для инвалидов, который выпускает нидерландская фирма Waaijenberg. Для управления этими мотоколясками не нужны права обычного образца, но требуется специальный сертификат. Ширина мотоколяски Canta меньше 1,10 метров, поэтому, в соответствии с нидерландскими правилами дорожного движения, на них можно ездить по велосипедным дорожкам.
Двигатель — бензиновый (160 cc или 200 cc) или электрический. Мотоколяски Canta широко используются в самих Нидерландах и поставляются на экспорт в Германию (только электрическая версия) и Великобританию.
В Нидерландах максимальная разрешенная скорость для Canta — 45 км/ч, в Германии — 25 км/ч, в Великобритании — 70км/ч.
Существует также специальная версия для инвалидов-колясочников.